# Багемиле, Карл Вильгельмович
Карл Вильгельмович Багемиле (Багемиль) — архитектор первой половины XIX века. С 1824 года титулярный советник.

## Биография
Окончил академию в Риме. В 1811—1826 годах гродненский губернский архитектор.

## Творчество

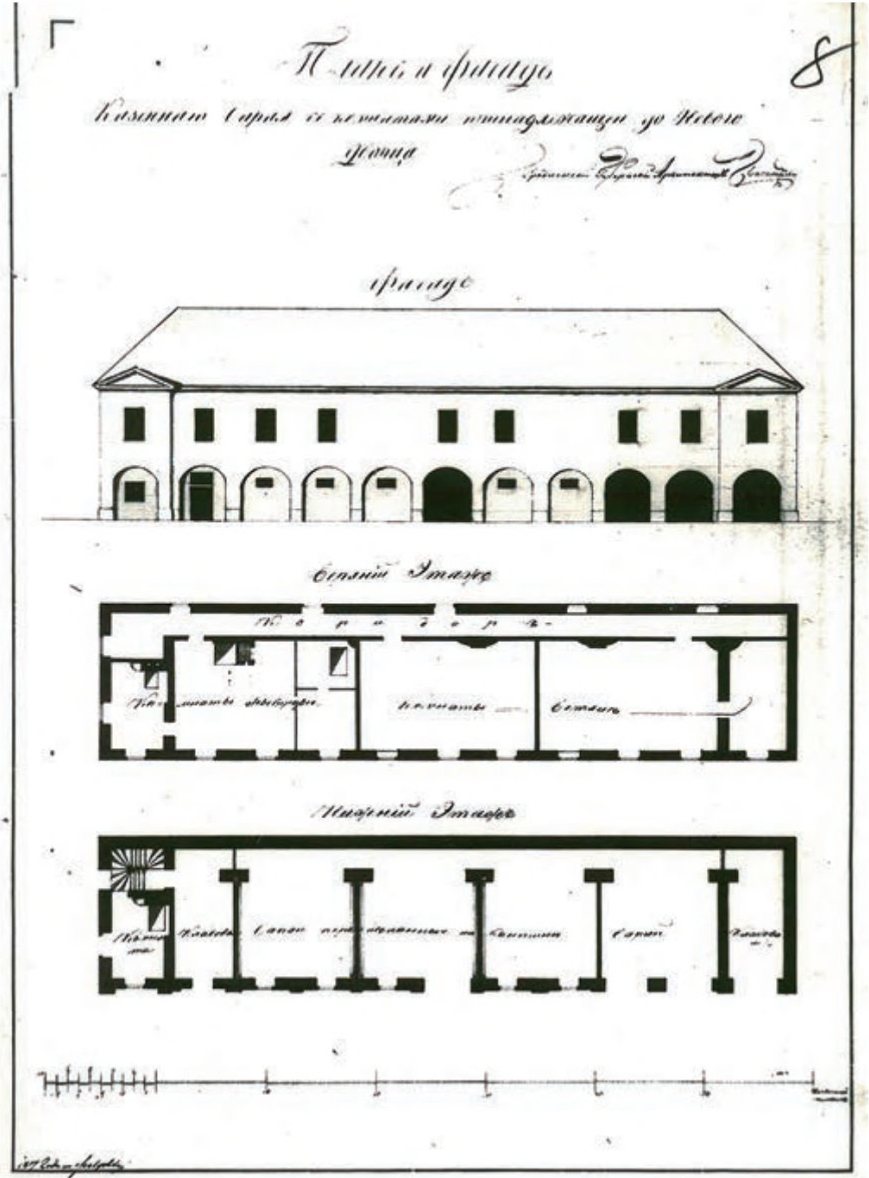
Фиксационный чертёж здания конюшен (каретной) с жилыми помещениями при Новом замке в Гродно

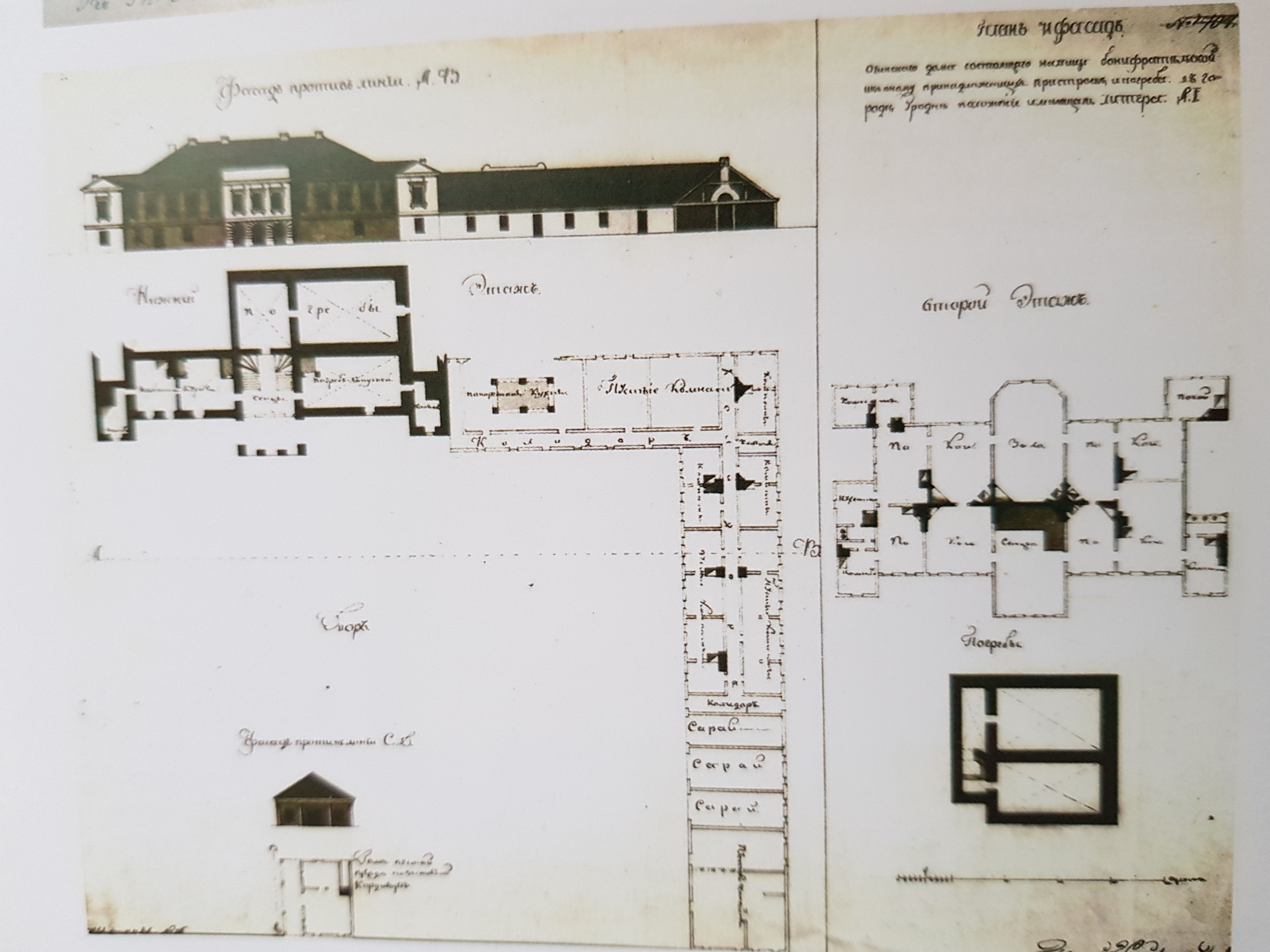
Фасады и планы этажей зданий дворцового комплекса Огинского в Гродно. Фиксационный чертёж

Разработал проект уездных казначейств для Бреста и Кобрина (1820), Лиды (1824). Выполнил фиксационные чертежи древних построек Гродно.
В 1822 году занимался ремонтом части дома Огинского и казармы юнкеров в Гродно.
В 1822 году на территории гродненского католического кладбища по ул. Антонова на средства К. Студницкого была возведена часовня по проекту К. Багемиле. Колокольню часовни достроили в 1907 году.
В 1825 году составил смету на ремонт полкового лазарета и подъемного моста в уездном городе Кобрине.
В 1825 году составил проект и смету на постройку почтовой станции в имении Крупчицы.
4 декабря 1825 года Багемиле рапортовал: «По выполнению предписания Вашего превосходительства от 26-го мая составил план и смету на постройку почтового со службами Дома Новогрудского уезда в местечке Столовичах… а также на постройку такого же Дома в Гродно».

## Наследие
В Государственном архиве в Лодзи сохраняется документ «О наследии, которое осталась от Карла Багемиля», датированный 1892 годом.